# 莱斯·奥康奈尔
莱斯·奥康奈尔（英語：Les O'Connell，1958年5月23日—），新西兰男子赛艇运动员。他曾代表新西兰参加1984年夏季奥林匹克运动会赛艇比赛，获得男子四人单桨无舵手金牌。